# ツージーQ
ツージーＱ（ツージーキュー、1955年1月9日 - ）は、日本のベーシスト。長崎県長崎市出身。
1979年、遠藤ミチロウ、乾純とともにロックバンド「こけしどーる」を結成。バンドは「バラシ」「自閉体」と名前を変えた末、1980年に解散。1985年、小次郎＆ライジング・ファイアーに加入しメジャーデビュー。ふたたびインディーズに戻り、ハイテクノロジー・スーサイド、QP-CRAZYなどで活躍する。2000年のフジロックフェスティバルには「間寛平withアメマーズ」のメンバーとして間寛平、遠藤ミチロウらと出演した。
音楽活動以外に、1994年に「げぇげぇDieエット作戦」で「ガロ」で漫画家デビュー。さらに同年、画家としても長崎新美術展で入選を果たした。

## ディスコグラフィー
- 小次郎＆ライジング・ファイアー「ぐでんぐでん／プロパガンダ」（RCA、RHS-588、1985年） - 辻村信也として。
- TooZy's「公衆便所」（殺害塩化ビニール、MURDER CD-112、2008年）[6]
- ツージーズ「アニマルテコンドーNO.5」（2017年）[7]

## 楽曲提供
- 十四代目トイレの花子さん「エレベーター」「潔癖症ノ唄」（アルバム「Father's Masturbation」収録、2018年）[8]

## 漫画
- げぇげぇDieエット作戦（「ガロ」1994年7月号）
- 羊水天国（「ガロ」1995年2月号）[9]
- ツージィQのスペルマ大陸（「アクションプレス」1995年12月号〜1996年4月号、少年出版社）[10]
- 荒野の屠殺場（「殺害菌マグニチュード666」創刊第１号、1996年、殺害塩化ビニール）[11]
- 水中花のサヤカ（「殺害菌マグニチュード666」第２号、1996年、殺害塩化ビニール）[12]
- 魔法使いサリン　幻想のハルマゲドン（「殺害菌マグニチュード666」第３号、1997年、殺害塩化ビニール）[13]
- ツージーＱの煩悩白書　夏の思いで　はまなすの伝説（「殺害菌マグニチュード666」第４号、1997年、殺害塩化ビニール）[14]
- つーじーQのロマン劇場　ロリータモンキー（「殺害菌マグニチュード666」第５号〜第６号、1997年、殺害塩化ビニール）[15]
- QP ３分クッキング（「アナトミア」Vol.8、1997年）[16]
- 暴走カメガッパの伝説（「殺害菌マグニチュード666」第７号、1998年、殺害塩化ビニール）[17]
- Ascension! Please Me　クレイジーとの出会い（「狂人白書　ザ・クレイジーSKB&殺害塩化ビニール伝説」、2014年、ロフトブックス）
- ぶどう園物語（「アックス vol.139」、2021年〜、青林工藝舎）[18]

## カバーアート
- まさきひろ「大江戸フランケンシュタイン-エレキの虹」（書籍、蝸牛社、1994年）ISBN 978-4876612383
- 37564「37564計画」（CD、殺害塩化ビニール、1994年）[19]
- DOOR-CITY「SAM'S JAM」（CD、CORE-RECORD、1995年）
- TooZy's「公衆便所」
- まさきひろ「アルゴ遠征隊西部へ」（書籍、デザインエッグ社、2021年）ISBN 978-4815029098

## 書籍
- やるせないレボリューション（2016年）（漫画とエッセイ）
- ぶどう園物語-ザ・スターリンになれなかった男 (青林工藝舎、2023年) ISBN 978-4883795048

## 映画
- 男女物語（2010年）[20]
- エッチエッチワールド（2011年）[21]
- ザ・スターリンになれなかった男（2022年）[22] - 主演、ドキュメンタリー